# Jean-Charles Fortuné Henry
Ne doit pas être confondu avec Fortuné Henry.
Jean-Charles Fortuné Henry, né le 21 août 1869 à Limeil-Brévannes Val-de-Marne) et mort le 21 novembre 1931 à Champigny-sur-Marne (Val-de-Marne), est un anarchiste français, fondateur notamment de la communauté libertaire L’Essai installée à Aiglemont, dans les Ardennes, de 1903 à 1909.

## Agitateur syndicaliste et anarchiste à Paris et en Province
Il est le fils de Rose Caubet et du poète anarchiste Fortuné Henry. Ce dernier, une des grandes figures de la Commune de Paris, est condamné à mort par contumace en 1873. Il reste pour autant « dans l'opposition et dans la révolte » selon les rapports policiers. Toute la famille s'exile en Espagne, jusqu'à l'amnistie de 1880.
En octobre 1885, Jean-Charles Fortuné Henry quitte l'école Turgot qu'il avait intégré à la mort de son père, en 1882. Il est alors âgé de 16 ans. Employé à la Pharmacie centrale de Paris, il devient militant du Parti ouvrier français (POF) de Jules Guesde en septembre 1889. Le 12 décembre 1889, il quitte son travail à la suite d'une dispute avec son responsable hiérarchique et commence à fréquenter assidument le milieu anarchiste. Il participe à la diffusion des idées anarchistes les plus extrêmes dans la mouvance de Ravachol, préconisant la propagande par le fait, incluant l'emploi de la dynamite. Il est intelligent, cultivé, éloquent, facilement virulent et dispose d'un charisme empreint de violence. Il appartient notamment à la ligue des antipatriotes, organisation anarchiste et antimilitariste fondée en août ou septembre 1886 en opposition à la Ligue des patriotes de l'écrivain nationaliste Paul Déroulède. À Paris ou en Province, il additionne les arrestations et les condamnations à des peines d'emprisonnement, 13 années au total, poursuivi pour provocation au meurtre, au pillage, à l'incendie, à la désobéissance militaire, etc. et pour offenses envers le président de la République. Il se déplace dans les Ardennes, en 1892, à la demande d'Émile Pouget, trouvant du travail sur place et cherchant à contrecarrer dans les milieux syndicalistes l'influence de Jean-Baptiste Clément, autre parisien, communard et socialiste. Le 24 février 1893, il est condamné, une nouvelle fois, à deux ans de prison par la cour d'assises des Ardennes pour ses propos enflammés contre les autorités. Mais, un évènement dramatique bouleverse sa vie durant cette détention, la mort de son jeune frère Émile Henry.
Émile est lui aussi anarchiste mais est bien plus discret, silencieux et calme que son frère, même si celui-ci a eu visiblement une influence sur ses idées. Pourtant, le 12 février 1894, une semaine après l'exécution de l'ardennais Auguste Vaillant, Émile fait exploser une bombe dans le Café-Terminus, Gare de Paris-Saint-Lazare, tuant ainsi 2 personnes et en blessant 24 autres. Son exécution en fait un martyr de l'anarchie.

## Fondateur d'une colonie libertaire à Aiglemont en Ardennes

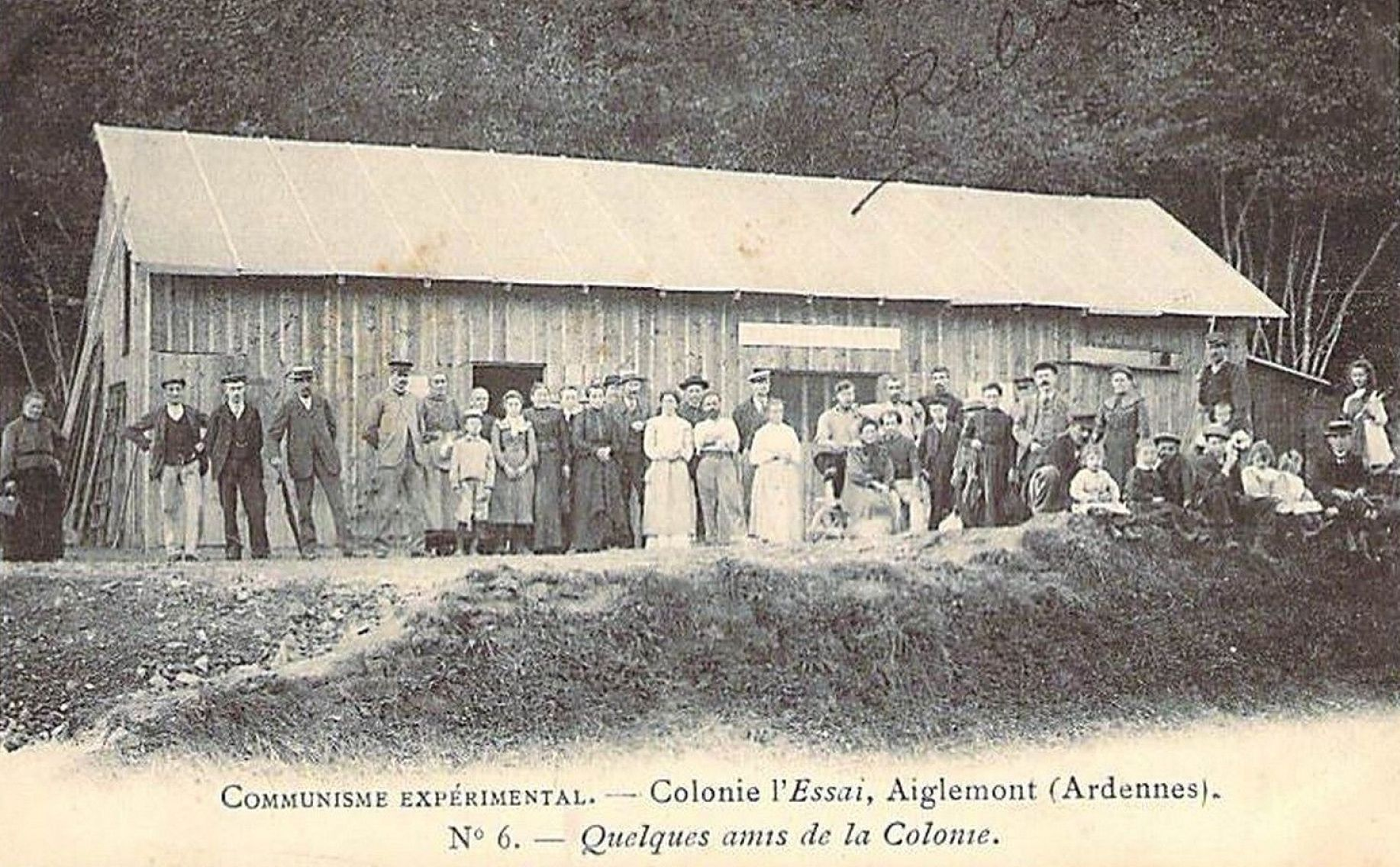
L'Essai.

Jean-Charles Fortuné Henry, emprisonné au moment de l'exécution de son frère, est étroitement surveillé à sa sortie de prison, mais se montre moins présent dans les groupes anarchistes. Il quitte Paris, oublie ses discours virulents appelant à la destruction de l'état et cherche à transformer la société par d'autres modes. Retourné dans les Ardennes, département ayant une forte implantation anarchiste, il se livre à la culture de plantes médicinales et devient représentant en pharmacie. Lors d'un déplacement dans la forêt des Ardennes lui vient l'idée de créer une colonie libertaire, L'Essai. En juin 1903, il décide de s'installer dans un petit village appelé Aiglemont, et plus précisément dans une clairière, la clairière du Gesly. C'est l'écrivain ouvrier Théophile Malicet qui rapporte l'histoire de cette première colonie.

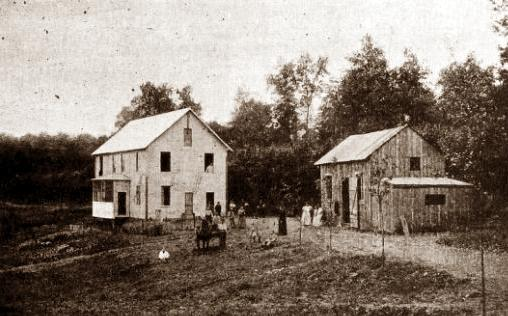
Colonie libertaire d'Aiglemont L'Essai.

Pourquoi cet endroit ? Cette forêt lui offre un refuge discret sans pour autant être coupé du reste du monde. La gare d'Aiglemont est proche et la ligne ferroviaire Charleville - Paris peut permettre à des anarchistes parisiens ou étrangers de venir le voir aisément. Ou l'inverse. Il est également à moins de 3 km de Nouzonville. Aiglemont constitue en fait une entrée sur la partie de la vallée de la Meuse dominée par l'activité métallurgique. De nombreuses usines y fleurissent et les ouvriers constituent à ses yeux une population plus ouverte aux idées de révolution.
En décembre 1903, un anarchiste italien l'a rejoint, un petit champ est cultivé et la cahute initiale est remplacée par une maison de dix mètres sur neuf, divisée en trois pièces et surmontée d'un grenier. En février 1904, Jean-Charles Fortuné Henry, en quête d'argent, écrit à un industriel philanthrope de Haute-Savoie qu’il veut « édifier une société de Bonheur, de Justice et de Vérité » et « réaliser le rêve qu'Émile Zola a conçu dans le Travail ». En décembre 1904, la maison a été complétée par un atelier de charpente et de menuiserie, deux hangars, une forge, une écurie cimentée, une étable ainsi que des cabanes, poulaillers et autres clapiers pour les animaux. D'autres colons s'installent, 5 permanent début 1904 devenus 11 fin de la même année, dont une femme. Sans compter les personnes qui gravitent autour et y sont hébergés temporairement. Plusieurs personnalités anarchistes passent sur place, dont Louis Matha et Sébastien Faure. En mars 1905, le foyer principal de l'Essai est construit. Ce nouvel édifice, fait de fibrociment, et colmaté par de la toile enduite de céruse, mesure 14 mètres de long sur 8,5 mètres de large. Il se compose d'un grenier, d'une cave et de dix pièces, dont une grande salle à manger. Ce bâtiment devient le symbole de la colonie.

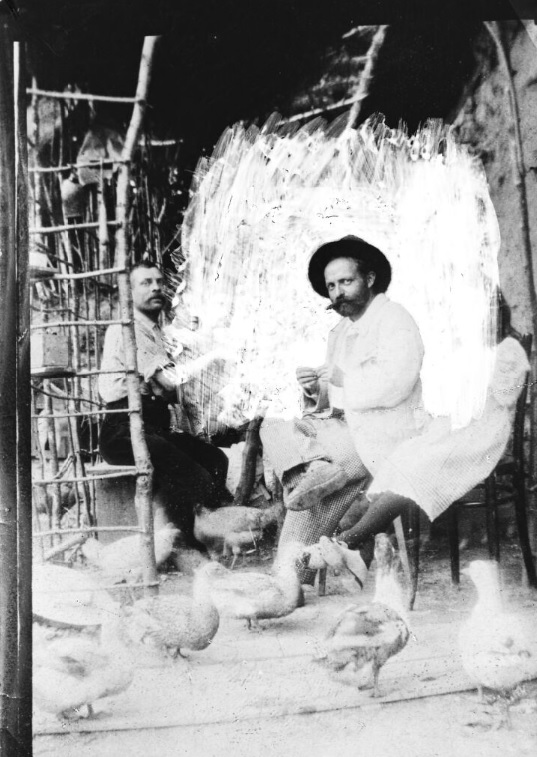
Jean-Charles Fortuné Henry (à droite) en 1909.

Des artistes sont venus à la rencontre de cette communauté, comme le caricaturiste Alexandre Steinlen, l'auteur dramatique Maurice Donnay, le journaliste et romancier Lucien Descaves, le peintre Francis Jourdain, et le romancier, personnalité de gauche et futur prix Nobel Anatole France. Les chefs de file des différents mouvements anarchistes et syndicalistes des Ardennes se sont rendus sur place et ont débattu avec Jean-Charles Fortuné Henry. Celui-ci a également diffusé un journal, dont le titre, le Cubillot, montre bien sa volonté de s'adresser aux ouvriers métallurgistes de la vallée de la Meuse. Dans le premier numéro de ce journal, en juin 1906, Jean-Charles Fortuné Henry imagine les phases de transition vers une société communiste et écrit notamment sur les premières étapes : « il se passera encore quelques générations avant que l'ère des violences ne soit définitivement close et il est probable que les producteurs ne pourront bien souvent reconquérir les instruments de production autrement que par la force. Que va-t-il se passer ? Les producteurs commenceront par s'associer en petits groupements communistes qui réaliseront en petit leur idéal, avec cette différence qu'ils resteront sous la dépendance des gouvernants et qu'ils souffriront de l'organisation sociale actuelle dans les rapports commerciaux ou autres qu'ils devront continuer à avoir avec l'extérieur ».

## Retour à Paris
Début 1909, la colonie libertaire d'Aiglemont se disperse, à la suite sans doute de dissensions internes mais aussi de la répression dont elle fait l'objet. Il repart à Paris et dans les années 1910, il est proche de la CGT, et travaille pour le journal Le père Peinard. Imprimeur, il publie avec l'accord d'Émile Pouget La Mère Peinard. Réformé, il n'est pas mobilisé au moment de la déclaration de la guerre. Après la Première Guerre mondiale, il disparaît totalement des milieux anarchistes et syndicalistes.

## Œuvres
- Lettres de pioupious, 1905
- Communisme expérimental, 1905
- Grève et sabotage (la grève intermittente), 1908

### Bande dessinée
- Nicolas Debon, L'Essai, Dargaud, 2015,  (ISBN 978-2205074390), lire en ligne.
- Jean-Laurent Truc, L’Essai, Nicolas Debon a croisé la route de Fortuné Henry, Ligne claire, 7 mai 2015, lire en ligne.

## Notices
- Dictionnaire des anarchistes, « Le Maitron » : notice biographique.